# Вашек Поспішил
Вашек Поспішил (чеськ. Vašek Pospišil,  23 червня 1990) — канадський професійний гравець в теніс, переможець Вімблдону 2014 у парі з Джеком Соком. Поспішил досягав № 25 в рейтингу в одиночному розряді та № 82 у парному. Він є другою ракеткою Канади і входить до збірної Канади у Кубку Девіса.

## Особисте життя
Поспішил народився в містечку Вернон. Зараз живе у Ванкувері. Його батьки Мілош і Міла — чеські емігранти. Має двох старших братів, які обоє були тенісистами в юнацькому віці. Один із них, Петр Поспішил, зараз вчителює у передмісті Ванкувера. Володіє англійською, чеською і французькою мовами.

## Тенісна кар'єра

### Ранні роки
Поспішил вперше вийшов у фінал турнірів Міжнародної федерації тенісу на турнірі Canadian U18 ITF World Ranking Event, де грав зі співвітчизником Гремом Касауцкі. З ним же він виграв цей турнір у парі. Граючи з іншим канадцем Мілошем Раонічем, він виграв ще один юніорський титул у парі.
Найбільше досягнення в юніорський період — вихід у фінал юніорського US Open у парі з Григором Димитровим.

### 2007
У 2007 році Поспішил почав виступи на турнірах серії Futures на турнірі Canada F1. Перший матч провів із гватемальцем Крістіаном Пайцом. Другий програв співвітчизнику Роберту Стеклі. На Canada F2 програв у першому раунді і в одиночному, і в парному розрядах, а на Canada F3 вперше зіграв у парі з Еріком Хлойкою, але програв у першому раунді.
У травні Поспішил вперше зіграв на турнірі серії Challenger на UniCredit Czech Open, але поступився у першому колі.
Закінчив 2007 рік на 1479 місці в одиночному рейтингу і на 1111 — в парному.

### 2008
У листопаді 2008 Поспішил у напруженому матчі програв 301 ракетці світу Алексу Кузнєцову 6-4, 6-7(4), 4-6. Закінчив рік із балансом 8-18. Грав переважно на ф'ючерсах.

### 2009
Після відносно вдалого виступу на ф'ючерсах на початку року та кількох перемог над більш рейтинговими гравцями Поспішил досягнув 1038 місця рейтингу 9 березня.
Навесні двічі виходив у чвертьфінали і тричі у півфінали на ф'ючерсах та піднявся на 837 місце рейтингу.
Потім Поспішил спробував кваліфікуватися на два челенджери — Košice Open та ZRE Katowice Bytom Open, але невдало. У серпні зіграв на Challenger Banque Nationale de Granby, але програв у першому колі, а також програв Яну Герниху у першому раунді кваліфікації до Мастерса в Монреалі.
Поспішил закінчив рік на 339 місці в одиночному рейтингу і на 233 — у парному.

### 2010
У 2010 році Вашек Поспішил виграв 4 турніри серії Ф'ючерс: у березні турнір Canada F3, у фіналі якого здолав Мілоша Раоніча, та три турніри восени. 12 разів зіграв в основній сітці челенджерів, проте не зміг виграти жодного матча. У першому раунді кваліфікації Rogers Cup програв українцю Іллі Марченку.
Закінчив рік знову на 339 місці в одиночному рейтингу і на 153 — у парному.

### 2011
2011 рік Поспішил почав, граючи тільки в одиночному розряді. Він дійшов до чвертьфіналу Honolulu Challenger, де поступився першому сіяному Майклу Расселу. Після цього він замінив Даніеля Нестора у збірній Канади на Кубку Девіса. Потім він вперше вийшов у півфінал Челенджера на турнірі Men's Rimouski Challenger.
У червні він вперше спробував кваліфікуватися на турнір Великого шолома, проте програв у другому раудні кваліфікації Вімблдону.
У липні відбувся матч другого раунду першої групи Кубка Девіса між Канадою і Еквадором. Поспішил зіграв два одиночних поєдинки, здобув одну перемогу та зазнав однієї поразки.
У серпні він нарешті зіграв в основній сітці Rogers Cup і навіть пройшлов перше коло, перемігши 22 ракетку світу Хуана Ігнасіо Челу, проте в наступному раунді поступився третьому сіяному Роджеру Федереру.
У вересні Поспішил вперше виступив в основній сітці турніру Великого шолома. Він пройшов через три кола кваліфікації US Open, у першому колі здолав Лукаша Росола, а у другому в боротьбі поступився 26 ракетці світу іспанцю Фелісіано Лопесу. Після цього Поспішил зіграв у матчі плей-оф світової групи Кубка Девіса між Канадою та Ізраїлем. Він здобув дві перемоги в одиночному розряді (у тому числі переміг № 96 рейтингу Дуді Селу) та разом із Даніелем Нестором — перемогу у парному розряді, таким чином зігравши вирішальну роль у виведенні своєї збірної у Світову групу.
За 2011 рік Поспішил зіграв тільки 5 ф'ючерсів. Більшу частину сезону він грав челенджери, декілька разів — кваліфікацію до турнірів ATP. Закінчив рік на 119 місці рейтингу в одиночному розряді і на 150 — в парному.

### 2012
У 2012 році Поспішил намагався грати якнайбільше турнірів серії ATP, проте зміг виграти перший матч на такому рівні тільки у першому колі Rogers Cup, де переміг 23 ракетку світу Андреаса Сеппі.
У липні-серпні взяв участь у своїй першій Олімпіаді, але програв у першому раунді 5 сіяному Давиду Ферреру 4-6, 4-6.
Здобув два перші титули на турнірах категорії Challenger — на Men's Rimouski Challenger у березні та Challenger Banque Nationale de Granby у липні.
Після цього 23 липня досягнув найвищого в кар'єрі місця в одиночному рейтингу — 85.

### 2013
Початок сезону 2013, включаючи Відкритий чемпіонат Австралії Поспішил пропустив через мононуклеоз. Після відновлення він взяв участь у матчі Кубка Девіса проти Італії, і разом із Даніелем Нестором здобув перемогу у парному матчі. На початку травня він здобув свій третій титул рівня Челенджер - його суперник у фіналі Михал Пшисежний відмовився продовжувати матч за рахунку 6-7, 6-0, 4-1 на користь Вашека. У липні він уперше дійшов до півфіналу на турнірі серії ATP 250, але поступився Алехандро Фалья. Це сталося на новоствореному турнірі у Боготі. На початку серпня Поспішил виграв свій другий Челенджер у сезоні, перемігши у фіналі турніру в Ванкувері Деніела Еванса
На традиційно найбільш вдалий для себе турнір рівня ATP - домашній Мастерс - Поспішил отримав wild card. У першому колі він грав із Джоном Існером, і віддав перший сет із рахунком 5-7, проте наступні дві партії виграв на тай-брейку. У другому колі переміг Радека Штепанека із рахунком 6-4, 6-2, а у третьому - створив сенсацію, здолавши п'ятого сіяного Томаша Бердиха на тай-брейку третього сету. У чвертьфіналі йому протистояв Микола Давиденко, проте він знявся з матчу за рахунку 3-0 на користь Поспішила у першому сеті, що дозволило Вашеку вперше вийти до півфіналу Мастерсу. Там він поступився Милошу Раоничу із рахунком 4-6, 6-2, 6-7(4-7). Внаслідок цього успіху він досягнув найвищого у кар'єрі місця в рейтингу - 40.
Наступного тижня на Мастерсі в Цинциннаті Поспішил у першому колі переміг 15-го сіяного Жиля Симона, проте у другому колі поступився Давиду Гоффену, хоча на тай-брейку вирішального сету мав потрійний матчбол.
У півфіналі Кубка Девіса проти збірної Сербії він програв обидва свої одиночні матчі - проти Новака Джоковича та Янко Типсаревича, але виграв парний в команді з Даніелем Нестором.
Сезон Поспішил закінчив на рекордному для себе 32 місці рейтингу.

## Фінали одиночних турнірів
| Легенда                           |
| --------------------------------- |
| Турнір Великого шолома (0)        |
| Світовий Тур ATP Мастерс 1000 (0) |
| Світовий Тур ATP 500 (0)          |
| Світовий тур ATP 250 (0)          |
| Світовий Тур ATP Challenger (2)   |
| ITF Futures (10)                  |

### Перемоги
| №   | Дата             | Турнір                                         | Покриття | Суперник у фіналі | Рахунок у фіналі        |
| --- | ---------------- | ---------------------------------------------- | -------- | ----------------- | ----------------------- |
| 1.  | 26 вересня 2009  | Italy F29 (Альгеро)                            | Хард     | Франческо Пікарі  | 6-3, 6-7(5-7), 6-3      |
| 2.  | 3 жовтня 2009    | Italy F30 (Куарту-Сант'Елена)                  | Хард     | Маттео Віола      | 6-1, 6-2                |
| 3.  | 1 листопада 2009 | Mexico F12 (Сьюдад-Обрегон)                    | Хард     | Даніель Ґарза     | 7-6(7-0), 6-3           |
| 4.  | 8 листопада 2009 | Mexico F14 (Гвадалахара)                       | Ґрунт    | Цезар Рамірес     | 6-2, 6-2                |
| 5.  | 21 березня 2010  | Canada F3 (Шербрук)                            | Хард (i) | Мілош Раоніч      | 6-4, 4-6, 6-3           |
| 6.  | 5 вересня 2010   | Mexico F6 (Леон)                               | Хард     | Девід Райс        | 6-1, 6-2                |
| 7.  | 12 вересня 2010  | Mexico F7 (Гвадалахара)                        | Хард     | Адам Ель Мідвей   | 6-0, 6-1                |
| 8.  | 3 жовтня 2010    | Canada F5 (Маркем)                             | Хард     | Ніколас Монро     | 6-3, 6-2                |
| 9.  | 29 травня 2011   | Korea F2 (Чханвон)                             | Хард     | Лім Йонг-Кіу      | 7-5, 6-4                |
| 10. | 31 липня 2011    | Canada F4 (Саскатун)                           | Хард     | Ерік Хвойка       | 7-5, 6-2                |
| 11. | 25 березня 2012  | Men's Rimouski Challenger (Рімускі)            | Хард (i) | Максім Отом       | 7-6(8-6), 6-4           |
| 12. | 22 липня 2012    | Challenger Banque Nationale de Granby (Гранбі) | Хард     | Ігор Сижслінг     | 7-6(7-2), 6-4           |
| 13. | 4 травня 2013    | Soweto Open (Йоганесбург, ПАР)                 | Хард     | Михал Пшисежний   | 6–7(7–9), 6–0, 4–1 ret. |
| 14. | 4 серпня 2013    | Odlum Brown Vancouver Open (Ванкувер)          | Хард     | Деніел Еванс      | 6–0, 1–6, 7–5           |

### Поразки
| №  | Дата            | Турнір                              | Покриття | Суперник у фіналі | Рахунок у фіналі   |
| -- | --------------- | ----------------------------------- | -------- | ----------------- | ------------------ |
| 1. | 13 липня 2009   | U.S.A. F17 (Пеорія)                 | Ґрунт    | Майкл Вінус       | 7-6(7-4), 4-6, 4-6 |
| 2. | 22 лютого 2010  | U.S.A. F5 (Браунсвіль)              | Хард     | Віктор Естрелла   | 4-6, 3-6           |
| 3. | 18 березня 2013 | Men's Rimouski Challenger (Рімускі) | Хард (п) | Рік де Вуст       | 6–7(6–8), 4–6      |

## Статистика виступів на турнірах Великого шолома
| Турніри Великого шолома |     |     |     |     |     |     |     |     |
| Australian Open         | A   | A   | A   | A   | A   | 2РК | А   | 0-0 |
| Ролан Гаррос            | A   | A   | A   | A   | A   | 1К  | 1К  | 0-2 |
| Вімблдон                | A   | A   | A   | A   | 2РК | 1К  | 2К  | 1-2 |
| US Open                 | A   | A   | A   | A   | 2К  | 2РК | 1К  | 1-2 |
| Перемоги - Поразки      | 0-0 | 0-0 | 0-0 | 0-0 | 1-1 | 0-2 | 1-3 | 2-6 |